# Sabatino Aracu
Sabatino Aracu (L'Aquila, 18 agosto 1953) è un politico e dirigente sportivo italiano.

## Biografia
Nato all'Aquila nel 1953, si diplomò geometra e diventò imprenditore.

### Attività politica
Alle elezioni politiche del 1996 fu eletto alla Camera dei deputati con Forza Italia, venendo poi riconfermato nella successiva legislatura e ancora nel 2006 e nel 2008, nel collegio uninominale di Sulmona, in Abruzzo, in rappresentanza della coalizione di centrodestra.
Nella XIV Legislatura è stato vicepresidente della Commissione parlamentare per il controllo sull'attività degli Enti gestori di forme obbligatorie di previdenza e assistenza sociale. Nella XVI Legislatura è stato rieletto con il Popolo della Libertà, diventando vicepresidente del gruppo alla Camera.
Dal 14 luglio 2008 Aracu è indagato nell'ambito dell'inchiesta "Sanitopoli" con le accuse di associazione per delinquere finalizzata a deviare e condizionare l'attività amministrativa della Regione in campo sanitario, di abuso, truffa, concussione continuata e di peculato.
Viene condannato in primo grado a 4 anni nel 2013.

### Attività sportiva
In ambito sportivo, dopo aver conquistato da atleta quattro Campionati Europei di pattinaggio corsa, nel 1982 è diventato allenatore ottenendo numerosi titoli nazionali, europei e mondiali ed anche il ruolo di Responsabile della Scuola Italiana Pattinaggio. È stato inoltre presidente della Fédération Internationale de Roller Sports e della Federazione Italiana Hockey e Pattinaggio. Dal 1993 presiede la Federazione Italiana Sport Rotellistici (FISR) e dal 2005 la federazione internazionale World Skate.
Sabatino Aracu è stato presidente del Comitato Organizzatore dei XVI Giochi del Mediterraneo, che si sono svolti a Pescara dal 26 giugno al 5 luglio 2009. Si è dimesso dall'incarico nel maggio 2009. Nel dicembre 2008, Mario Pescante era stato nominato commissario straordinario, al fine di accelerare l'organizzazione dell'evento, dal Governo Berlusconi.